# Obârșia de Câmp
Obârșia de Câmp – wieś w Rumunii, w okręgu Mehedinți, w gminie Obârșia de Câmp. W 2011 roku liczyła 797 mieszkańców.